# Allegorie van de vruchtbaarheid
Allegorie van de vruchtbaarheid, ook bekend onder de naam Allegorie op de vruchtbaarheid van het land, is een schilderij van de Vlaamse kunstschilders Jacob Jordaens en Frans Snijders, geschilderd omstreeks 1623, olieverf op doek, 180 x 241,1 centimeter groot. Het toont een allegorische voorstelling die vruchtbaarheid en overvloed symboliseert. Tegenwoordig bevindt het schilderij zich in de Koninklijke Musea voor Schone Kunsten van België te Brussel. Het meesterwerk werd door het museum aangekocht in 1827.

## Context
Jacob Jordaens werd in 1593 in Antwerpen geboren, en stierf aldaar in 1678. Hij wordt gerekend tot de Antwerpse School en is vooral bekend geworden om zijn Vlaamse barokschilderkunst.

## Afbeelding
Het schilderij toont een allegorische voorstelling die opgebouwd is uit een groep mythologische figuren. De sater rechts heeft de trekken van Abraham Grapheus, een geliefd model van Jordaens.